# Marlow Cook
Marlow Cook (Akron, 1926. július 27. – Sarasota, 2016. február 4.) az Amerikai Egyesült Államok szenátora (Kentucky, 1968–1974).